# Zamek Anholt
Zamek Anholt (niem. Burg Anholt) – zamek, znajdujący się w kraju związkowym Nadrenia Północna-Westfalia, w Isselburgu. Na zachodzie Niemiec, na granicy holenderskiej. Jest rezydencją rodziny książęcej Salm-Salm.

## Historia

### Książęta Salm-Salm
Już w XII wieku istniała fortyfikacja dla zabezpieczenia diecezji Utrecht. Feudalizm trwał tylko do początku XIII wieku, potem zamek Anholt zdobył Imperialną bezpośredniość. Później zamek przypadł książętom Bronkhorst-Batenburg, a po nich Salm i Salm-Salm. Rodzina szlachecka miała nawet prawo do robienia własnych pieniędzy.
Potężna wieża z XII wieku jest nadal charakterystycznym znakiem zamku Anholt, znajdującego się nad rzeką Issel. Zbudowana na dębowych słupkach, krata z drewna, zbudowana z kamiennego fundamentu, została przebudowana w XIV wieku, a dopiero później jako rezydencja barokowa (1700).
Zamek Anholt jest od 1647 w posiadaniu rodziny książęcej Salm-Salm.

### Odbudowa zamku po wojnie

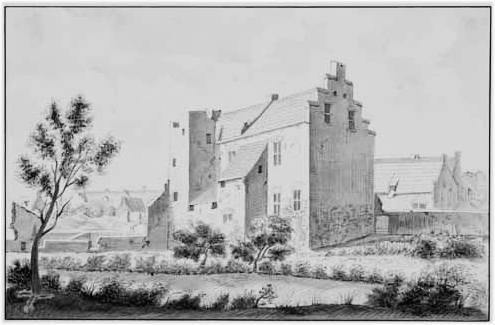
Dwór książęcy Anholt (1700)

Zamek Anholt jest w posiadaniu rodziny Salm-Salm od ponad 350 lat. W 1700 Karol Teodor Otto przebudował zamek na styl barokowy. Budowla podczas II wojny światowej ucierpiała aż w 70%. W domu głównym dach został całkowicie zniszczony. Dlatego rodzina książęca była zmuszona mieszkać w piwnicy. W 1948 Mikołaj Leopold Henryk (1906-1988) postanowił odbudować posiadłość rodzinną. Objekt odbudowywano ponad 50 lat. Księciu w odbudowie pomógł jego syn, książę, Karol Filip (1933).
Rodzina książęca sama zapłaciła za materiały budowlane, aby było to możliwe sprzedała swoje ziemie. Między innymi wykorzystała też dochody ze swych ziem. Później Kraje związkowe Niemiec postanowiły pokryć 1/3 części kosztów.
Od 1968 zamek jest oficjalnie dostępny dla turystów.

## Historia tytułuszlacheckiegoSalm-Salm

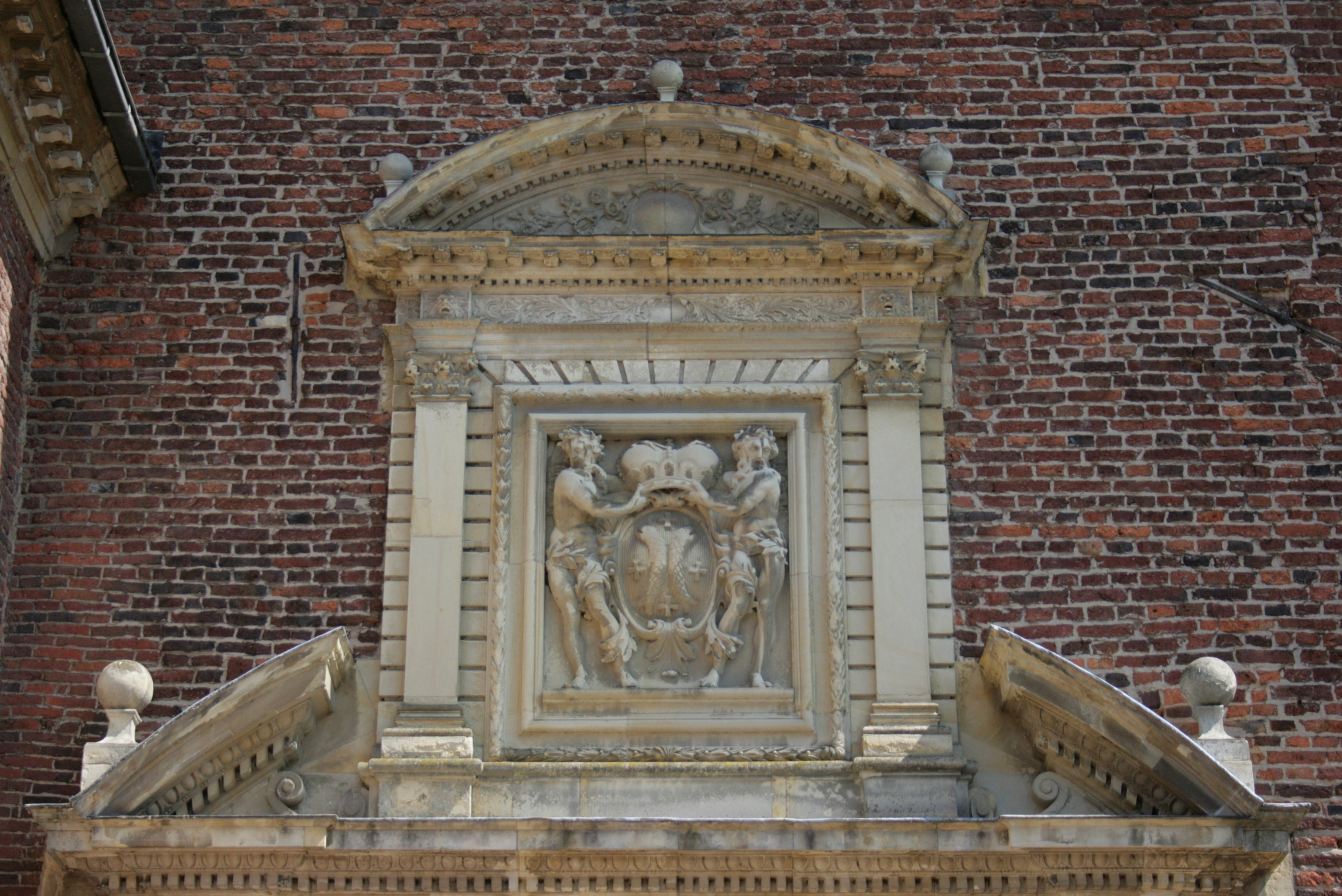
Herb z portalu zamkowego, z czasów Karola Teodora Otta

Odpowiedź znajduje się w herbie dynastii, na którym znajduje się podwójny łosoś.

## Zabytki[1]
- ogród – z epoki baroku;
- las – mający 150 hektarów;
- plac golfowy;
- hotel z restauracją;
- biblioteka – rocznie odwiedza ją 35 tysięcy odwiedzających. Biblioteka zamkowa powstała w 1860 i składa się z dużej sali, zbudowanej w stylu klasycyzmu, ma 230 m². W zbiorach znajdują się dzieła nieistniejącej już biblioteki klasztoru cystersów, książąt Bronckhorst-Batenburg z czasów pomiędzy 1400 i 1650, a także książąt Salm-Salm z dokumentami, pochodzącymi z 1650 do dziś;
- muzeum – najważniejszym dziełem i dumą rodziny jest obraz włoskiego malarza, Tycjana, Diana i Akteon z XVI wieku. Muzeum zostało otwarte w 1966. W zbiorach znajduje się między innymi największa prywatna kolekcja obrazów z Nadrenii Północnej-Westfalii z licznymi pracami znanych holenderskich mistrzów takich, jak Rembrandt i jego obraz Diana z Akteonem i Kallisto (1634), Jana van Goyena i Gerarda ter Borcha. Na Zamku Anholt jest też zbrojownia i bogata kolekcja porcelany. Muzeum prezentuje również wiele oryginalnych wnętrz, które zostały przeniesione do galerii po II wojnie światowej. Na przykład w niektórych pokojach można zobaczyć ponad 400-letnie drewniane podłogi;
- park krajobrazowy – ma 75 hektarów i jest od 1968 dostępny dla zwiedzających;
- Anholter Schweiz – park, w którym znajduje się 40 rodzajów zwierząt, między innymi: dzikie koty, rysie, renifery, niedźwiedzie, pawie i wilki[3].

## Dzisiejsze wykorzystywanie zamku Anholt
Zamek Anholt jest po dziś dzień w posiadaniu rodziny książęcej Salm-Salm. Obiekt jest własnością prywatną księcia, Karola Filipa, jego żony, Elżbiety i syna, Emanuela, który jest prawnikiem i zarządza finansami zamku.
Rodzina królewska zamieszkuje apartament na zamku, do którego mają dostęp nieliczni. Jednak cały zamek z udogodnieniami jest dostępny dla zwiedzających.
Według statystyk rocznie obiekt odwiedzają głównie turyści z Holandii (połowa), pozostałe 50% to Niemcy z Duisburga, Oberhausen i Essen.

## Galeria

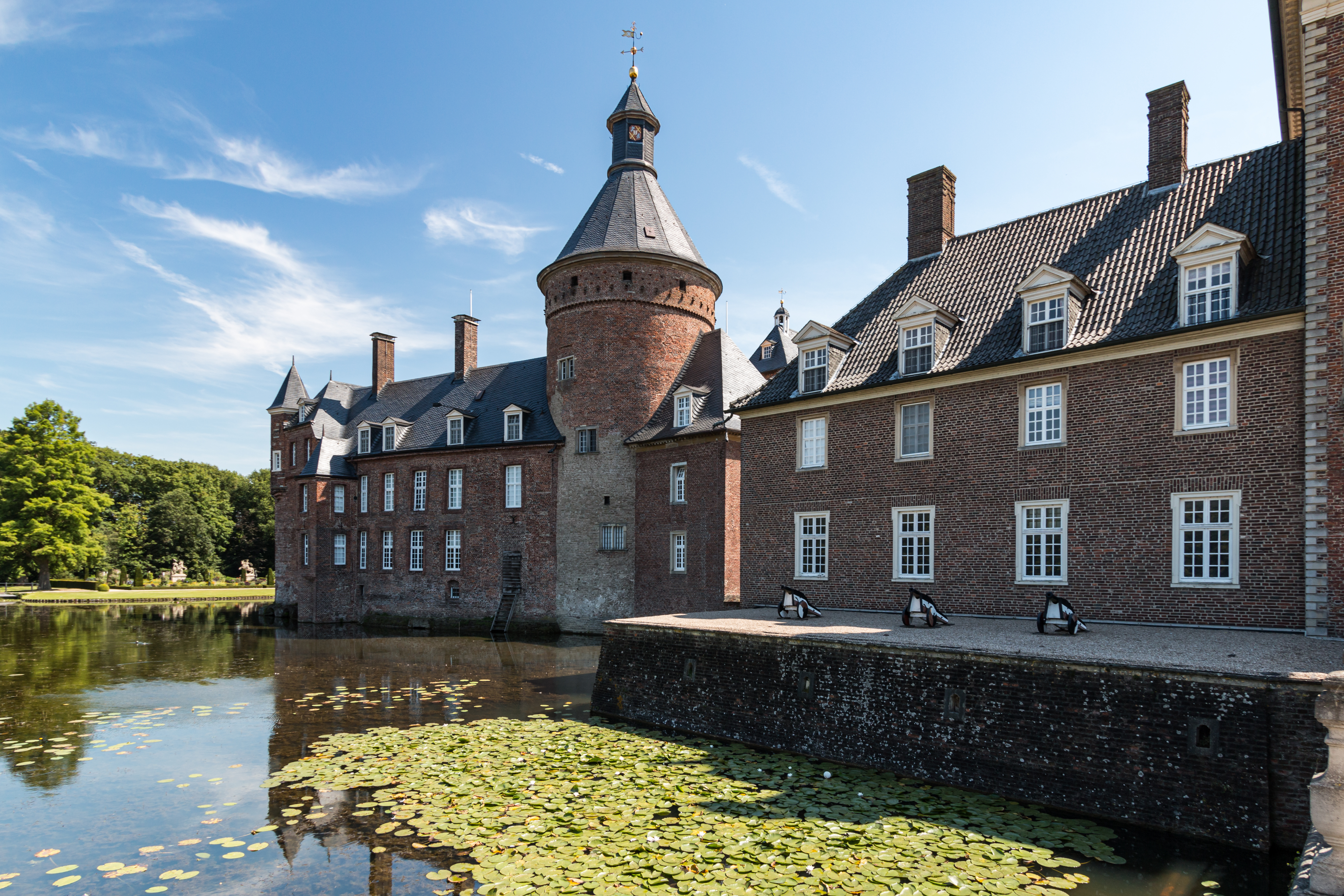
Zamek Anholt, Isselburg
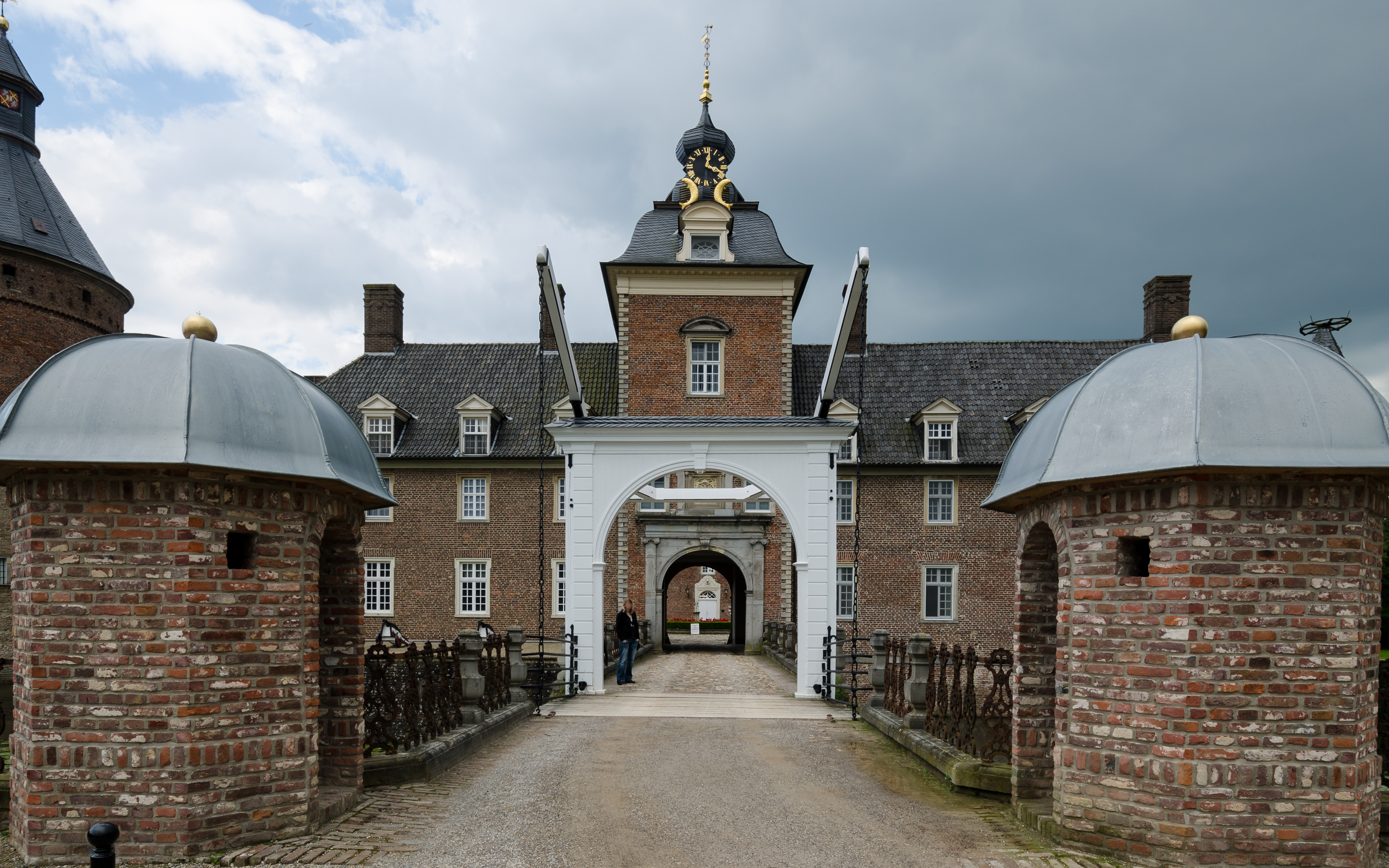
Brama zamkowa
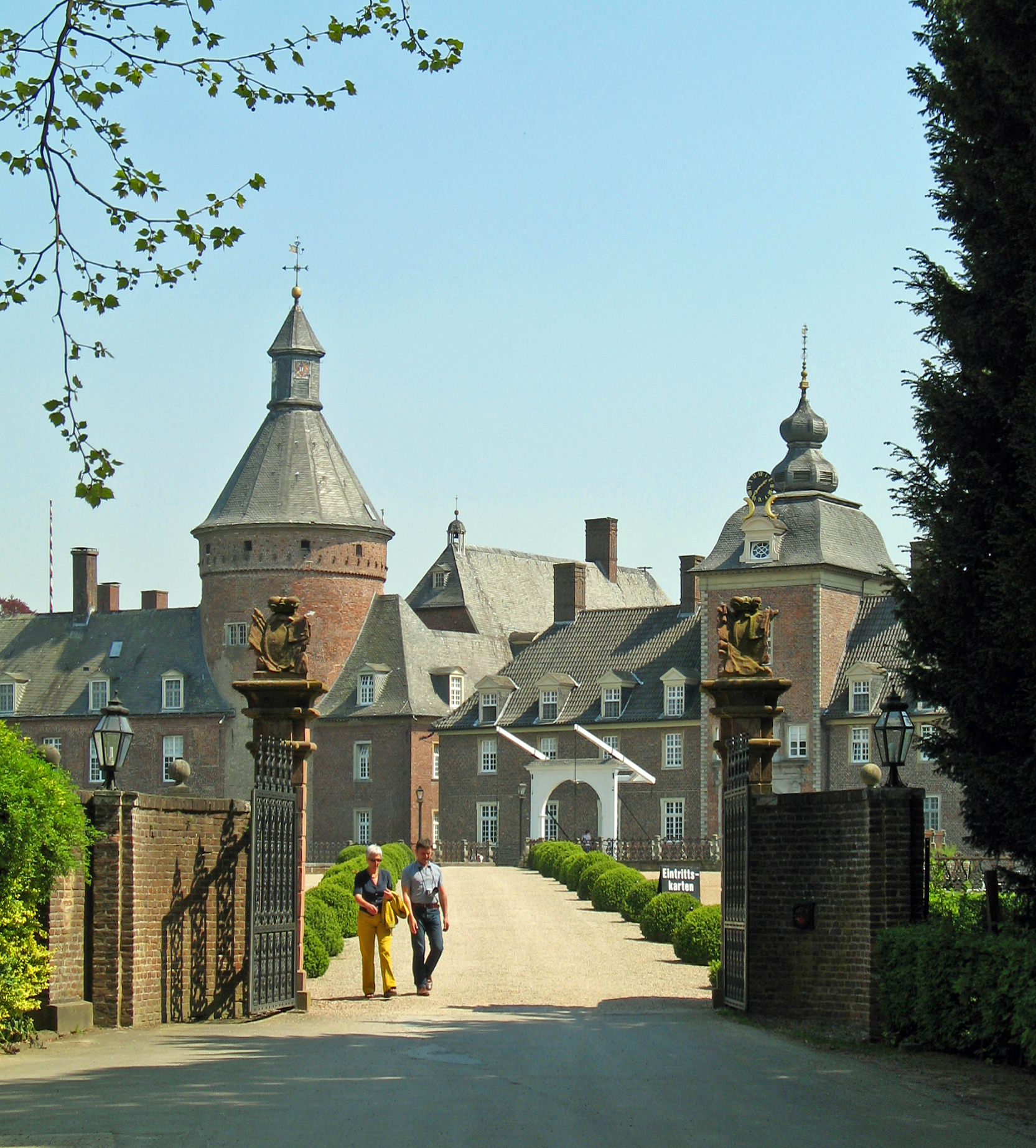
Zamek Anholt
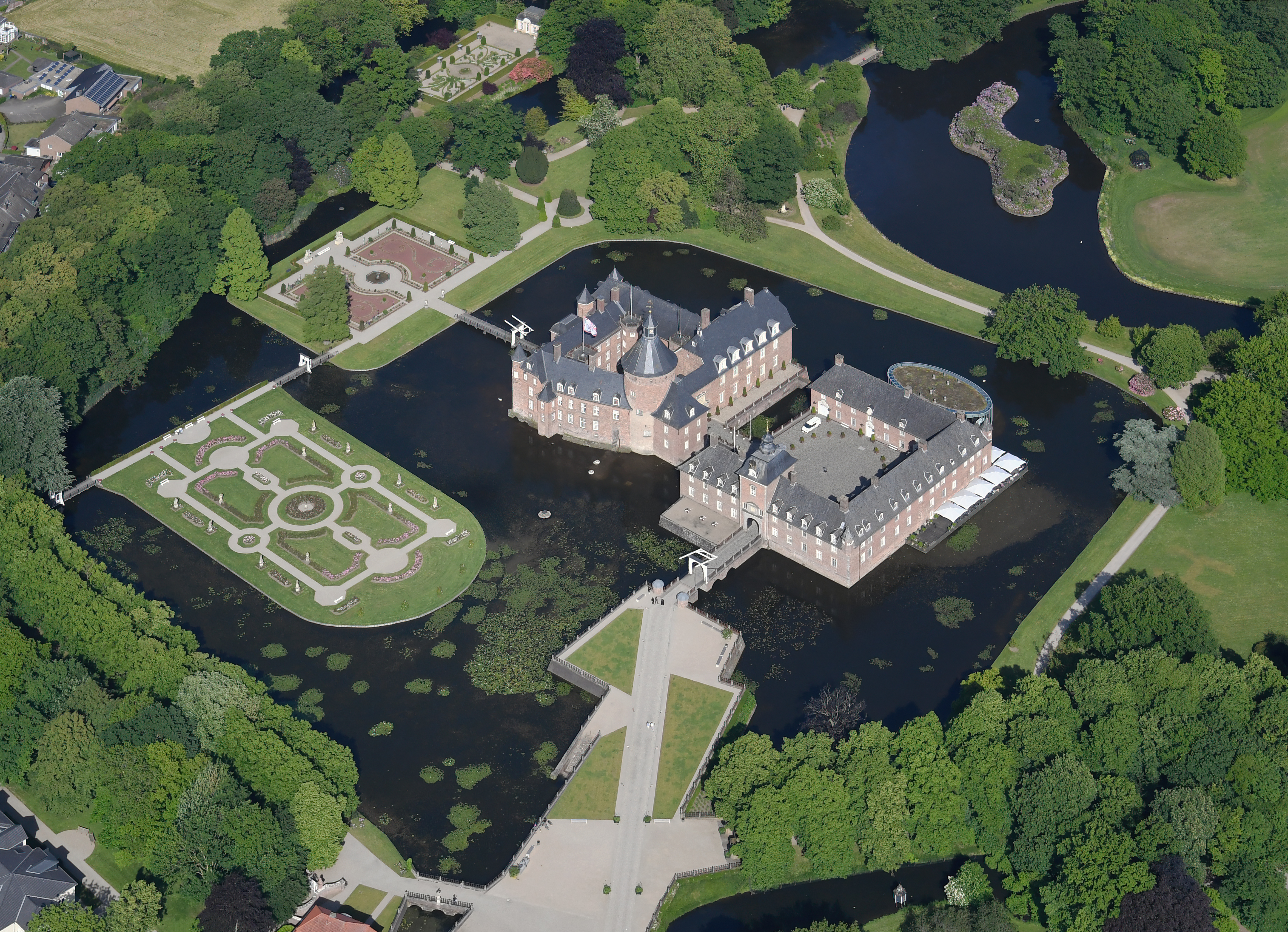
Zamek Anholt z lotu ptaka
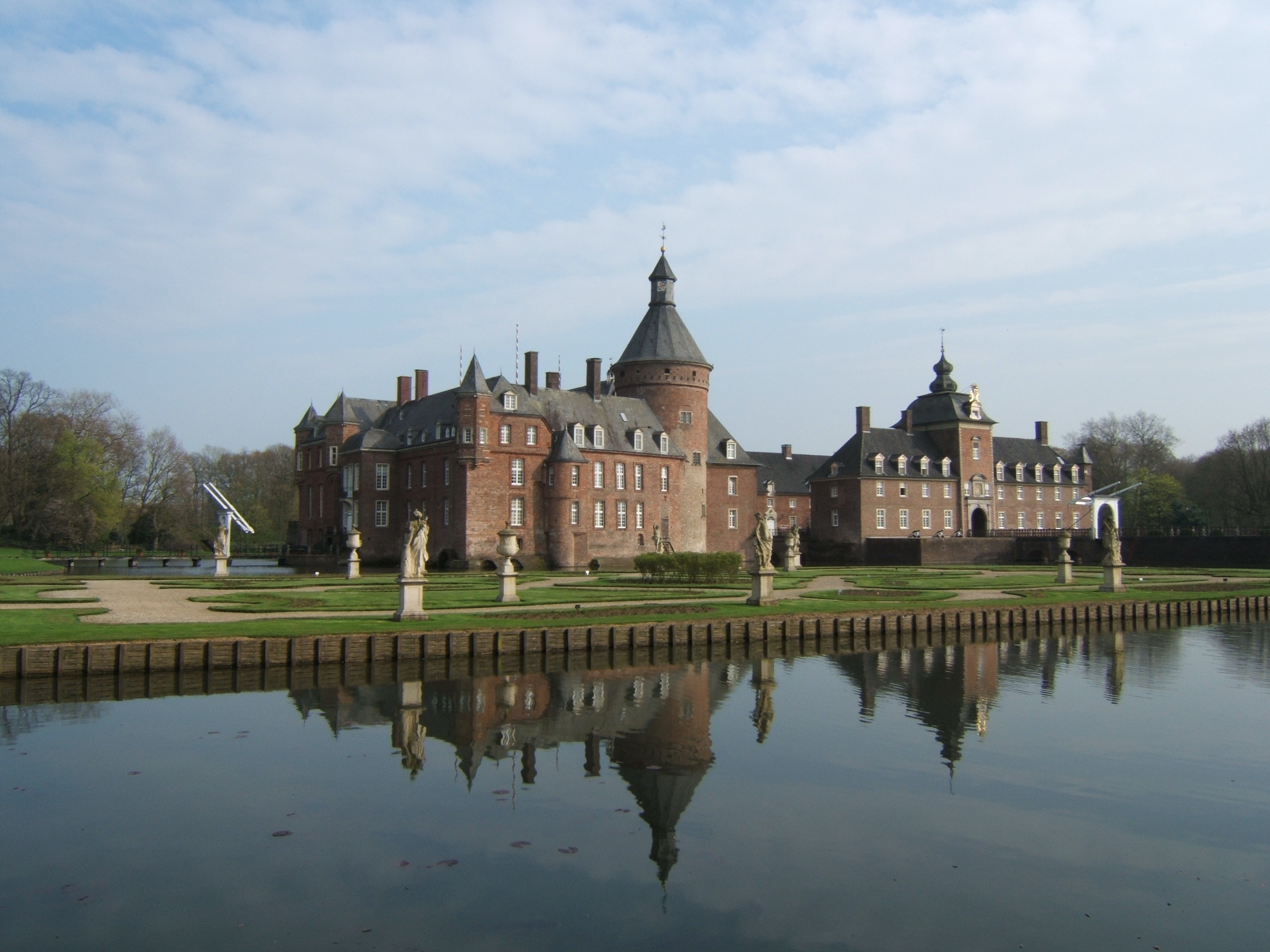
Zamek Anholt od strony rzeki